# Huwaytat
Els huwaytat o howeitat són una tribu àrab que viu al nord-oest de l'Aràbia Saudita i sud de Jordània (amb alguns grups al Sinaí) entre al-Karak (Jordània) al nord i Tayma al sud i entre la mar Roja i el Djawf. Són una tribu antiga amb ancestre en la persona de Hywayt ibn Barakat. Al segle xviii la tribu es va fraccionar en diversos grups que es van enfrontar entre ells ocasionalment. Entre les fraccions cal esmentar els huwayat ibn djazi de la zona de Maan; els alawin (huwaytat ibn nidjad) de la zona d'Àqaba; els al Imran al sud-est dels anteriors; i els huwaytat al-tahama, la branca més al sud. La supremacia dels Ibn Djazi fou amenaçada pel clan dels tawayiha dirigits per Awda ibn Harb Abu Tayih, cap del clan des de 1907, descrit per Lawrence d'Aràbia; el 1917, després de la conquesta d'Aqaba, Awda es va aliar a Faysal contra els otomans i va estar a la conquesta de Damasc; va morir el 1924. Entre 1924 i 1932 els Huwaytat de Jordània van estar en conflicte amb els wahhabites del Nedjd; les fraccions del sud es van aliar al Ibn Rifada de la tribu dels Balis en un revolta contra els saudites el 1932, però no va tenir cap efecte. Alguns grups de la tribu viuen també al Sinaí a les terres al sud-est de Suez, fins al Djabal al-Raha.